# 堅活路
堅活路，最初稱堅活里（Greenwood Lane），以堅活家族命名，堅活家族是市場園丁及馬車製造商。莊·堅活（卒於1866年）與姬蒂·堅活（Kate Greenwood）是皇后街夾堅活里處的Puritan Tavern的擁有者。該地區在19世紀是十餘家製磚廠的所在地，其中一家在地鐵堅活站與登打士街交叉口的堅活公園（Greenwood Park）仍然可以看到其挖掘工作。